# 王子検車区
王子検車区（おうじけんしゃく）は、東京都北区にある東京地下鉄（東京メトロ）の車両基地。南北線の車両が所属している。最寄り駅は王子神谷駅。王子5丁目にある区立神谷堀公園下に建設された。

## 概要
1991年（平成3年）11月29日に王子車両区として発足し、1996年（平成8年）3月15日に王子検車区と名称変更した。
従来、帝都高速度交通営団（営団地下鉄）の保守部門は検車区と整備工場に分かれていたが、南北線初期開業時には1つの車両基地で検車業務と工場業務、2つの業務を担当することから「車両区」の名称を使用した。計画時点では、神谷橋留置線または神谷橋車両基地と呼ばれていた。
次に述べる計画変更から、北区立神谷堀公園の地下に建設された。車両基地の建設時には開削工法によって建設するため、営団地下鉄が全面的に占用したが、完成後は神谷堀公園として復旧している。車両基地の大部分は地下にあるが、地上部には地下鉄王子ビルと車両搬入庫がある（後述）。
また、本検車区は営団が新設したものとしては初の地下車両基地である。
- 敷地面積：地上部の総合事務所2,830.0 m2（延床面積3,562.76 m2）[5]
  - 地下2階延床面積：9,385.0 m2・地下3階延床面積：10,263.2 m2（延床面積：19,648.2 m2[5]）
- 車両留置能力：40両（8両編成×5本）[8]
- 車両基地の最大延長は約 389 m、最大掘削幅は約 53 m、最大掘削深さは地下約24 mである[9]。

### 当初計画
南北線最初の計画では、岩淵町（現在の赤羽岩淵駅）から南西方向に向かい、東京陸軍兵器補給廠（TOD）専用線跡（現在の赤羽緑道公園など）を引き込み線（延長2.2 km）として経由して、北区西が丘3丁目にある国立西が丘サッカー場横の敷地（旧TOD第一地区）に車両基地を建設する計画であった。引き込み線の途中、桐ケ丘（北区赤羽台・法善寺墓苑付近）には駅を設ける予定であった。
しかし、住民の大きな反対運動が起こり、計画場所は移転して陸上自衛隊武器補給処十条支処赤羽地区跡地（旧TOD第二地区） 約33,000 m2 に、地下2層構造・230両収容の大規模な車両基地（整備工場を含む）を建設する方針となった（現在は赤羽自然観察公園となっている場所）。
最終的には、現在の神谷堀公園下に建設することになった。この反対運動は、営団地下鉄への路線免許交付を中断させ、南北線の建設に大きな影響を与えた。
また、本車両基地の収容不足を補うため、市ケ谷駅付近の地下に市ケ谷留置線が建設されることになった。同じく計画中止となった工場については大規模検査を千代田線の綾瀬工場で実施することで対処した。

## 沿革
- 1986年（昭和61年）1月6日 - 神谷橋留置線（現・王子検車区）工区の土木工事開始[14]。
- 1991年（平成3年）
  - 7月1日 - 南北線開業準備のため、王子車両区準備事務所が発足[1]。
  - 7月17日 - 王子車両区へ9000系車両の陸送・搬入を開始[15]。
  - 11月29日 - 南北線初期区間の開業に合わせて王子車両区が発足[15]。
- 1996年（平成8年）3月15日 - 南北線四ツ谷延伸開業を控え、王子検車区に組織変更[15]。工場業務を綾瀬工場に、車輪転削業務を和光検車区に移管[8]。
- 2001年（平成13年）4月 - 車両清掃ならびに一部の列車検査を王子検車区から、また車輪転削業務を和光検車区から埼玉高速鉄道に委託先変更[16]。
- 2007年（平成19年） - 長野電鉄から里帰りした日比谷線3000系車両の復元工事を実施[17]。

## 施設

### 地上部
車両基地の上部には南北線の総合事務所として「地下鉄王子ビル」が設けられ、同ビルには王子運輸区（南北線運転士が所属・現在は王子神谷運転事務室に改称）、王子検車区の事務所、南北線工務区（現在は半蔵門線・南北線工務区王子神谷分室に改称）、南北線電気区（現在は南北線電機区・南北線信通区に改称）の設備を収容している。同ビルは地上5階、地下1階構造としている。なお、全線開業時に王子運輸区に加えて、白金高輪駅に白金高輪運輸区（現在は白金高輪運転事務室に改称）が新設されている。
隣接して地上から地下へ車両を搬入するための「車両搬入庫」が設けられている。現在は車両搬入は行われていないが、資機材の搬出入口として使用している。ただし、車両基地のレイアウトに制約があり、地上から車庫線のある地下3階には直接搬入はできず、地上の上部車両搬入口から地下2階へ下ろし、さらに下部車両搬入口を通して地下2階から地下3階に下ろす構造となっている。それぞれの車両搬入口には、15 t 天井走行クレーンを2基備えている。
南北線最初の開業時（駒込駅 - 赤羽岩淵駅）には、営団地下鉄（当時）の他路線との接続がないことから、9000系試作車・1次車は製造メーカーの川崎重工業から甲種車両輸送により綾瀬検車区に搬入し、受取検査・整備等を実施し、千代田線で性能確認試運転を実施した。
そして、綾瀬検車区よりトレーラーで道路輸送し、王子車両区の車両搬入庫でクレーンを使用して地下の南北線へ搬入した。この方法は1992年（平成4年）に搬入された第08編成（4両編成）が最後となっている。
その後、1996年の四ツ谷駅延伸開業後は市ケ谷駅構内に有楽町線との連絡線が設置されたため、道路輸送の車両搬入はされていない。

### 検修設備
検車区は地下2階および地下3階の2層構造である。
- 地下2階は王子神谷駅の地下2階に連絡しており、空調機械室、詰所・作業室、電気室、幌シート置き場、車体置場、台車・仮台車置き場があり、工場設備が設けられていた[5]。
- 地下3階は車庫線で、王子神谷駅からの引き込み線から分岐し、本線側より試運転線（1番線）、自動洗浄線（2番線）、月検査線（3番線）、整備線（4番線）、転削線（5番線）の5線がある。転削線より本線側へ引き上げ線（11番線）が分岐するほか、試運転線からは車両洗浄線（6番線）、修繕線（7番線）の2線が分岐する[5][16]（名称は第1期開業時で現在は一部変更されている）。

第1期開業時には、試作車および1次車の重要部検査を施工したが、車体は地下3階から天井走行クレーンで地下2階に引き上げ、仮台車に置いて定置していた。台車、主電動機、戸閉機械（ドアエンジン）、制御装置、ブレーキ装置の一部部品は千代田線・綾瀬工場に陸送して検査を実施した。四ツ谷延伸開業後は、前述した市ケ谷駅付近の連絡線を介して有楽町線経由で綾瀬工場で全般検査・重要部検査を施工をしている。
最終的な計画は以下のとおり
- 月検査線　8両×1線
- 整備線→修繕線　8両×1線
- 試運転線　1線
- 車両洗浄台　6両×1線
- 自動洗浄機　1台
- 留置線　8両×2線

月検査線、整備線→修繕線は床下機器の点検に備えて、プールピット構造である。屋根上点検台も備え、移動式の剛体架線設備も有する。
車輪転削盤は第1期開業時に設置していたが、第2期開業時の6両編成に対応できないため、以後は和光検車区で実施、さらに埼玉高速鉄道開業後は同線の浦和美園車両基地で実施している。
車両洗浄は本検車区で実施してきたが、施工能力を上回る車両増備を行ったため、埼玉高速鉄道開業後は浦和美園車両基地で実施している。自動洗浄機は現在も設置しており、8両編成に対応可能な設備である。

### 市ケ谷留置線
市ケ谷留置線は、外堀新見附濠下に南北線市ケ谷駅躯体と一体で構築されたものである。市ケ谷駅の四ツ谷寄りには両渡り分岐器を備え、本線から留置線への引き上げ線を備えている。市ケ谷留置線は8両編成4本（32両）が留置でき、また南北線市ケ谷駅から有楽町線市ケ谷駅の連絡線として繋がっている。

## 配置車両
2024年4月1日現在
- 9000系電車 - 140両(6両編成×22本、8両編成×1本)
  - 留置能力を大幅に超えているため、市ケ谷留置線や埼玉高速鉄道の浦和美園車両基地、東急電鉄の元住吉検車区などにも夜間留置を行っている[16]。

## その他
2007年（平成19年）に長野電鉄から里帰りした日比谷線3000系車両は、甲種車両輸送により綾瀬車両基地に搬入した。その後、各路線終電後に南北線9000系と連結して当車両基地まで回送し、復元工事を実施した。